# 기야스 웃딘 발반
기야스 웃딘 발반(페르시아어: غیاث الدین بلبن)은 델리 술탄국 노예 왕조의 제9대 술탄이다.
기야스 웃딘은 마지막 샴시 술탄인 나시루딘 마흐무드의 섭정이었다. 그는 전임자인 이마두딘 라이한을 제거하고, 조정의 다른 라이벌들도 제거했다.
그의 원래 이름은 바하 웃딘이었다. 그는 일바리 투르크인이었다. 그가 어렸을 때 그는 몽골족에게 붙잡혀 가즈니로 끌려갔고, 수피인 바스라의 카자 자말 웃딘에게 팔렸다. 후자는 그를 다른 노예들과 함께 1232년에 델리로 데려왔고, 그들 모두는 일투트미쉬에 의해 구매되었다.
발반은 일투트미쉬의 유명한 40명의 투르크계 노예 집단에 속했다.
기야스는 여러 차례 정복을 감행했는데, 그 대상들 중 몇몇은 와지르였다. 그는 델리를 괴롭혔던 메왓족을 무찌르고 벵골을 재탈환했지만, 몽골의 위협에 맞서면서 성공적으로 그의 아들은 사망했다. 비록 그의 통치가 할아버지의 통치 기간 동안의 성공을 약화시켰지만, 그의 손자 카이카바드는 1287년 그의 사후에 술탄으로 임명되었다.
발반은 군사적 성과가 적었지만, 그에게 안정적이고 번영된 정부의 지위를 부여하는 데 도움이 되는 민군 노선을 개혁했고, 그와 더불어 샴수딘 일투트미쉬와 델리 술탄국의 가장 강력한 통치자 중 한 명인 알라웃딘 할지가 있었다.